# 于勒恩
于勒恩（挪威語：Ullern）是位於挪威首都奧斯陸的一個區。于勒恩這個名字來自於一個農場的名字。于勒恩在1948年被劃入奧斯陸。